# متشیخوو
متشیخوو (به چکی: Mečichov) یک منطقهٔ مسکونی در جمهوری چک است که در ناحیه ستراکونیتسه واقع شده‌است. متشیخوو ۸٫۸۵ کیلومتر مربع مساحت و ۲۴۳ نفر جمعیت دارد و ۴۹۴ متر بالاتر از سطح دریا واقع شده‌است.